# 武蔵野市立第一小学校
武蔵野市立第一小学校（むさしのしりつ だいいちしょうがっこう）は、東京都武蔵野市吉祥寺本町にある公立小学校。

## 概要
1874年（明治7年）に研磋学舎として創立した小学校である。校歌の作詞は、野口雨情が手掛けている。

## 沿革
- 1874年 - 研磋学舎と称し、安養寺に創設
- 1875年 - 吉祥寺学校へ改称
- 1911年 - 武蔵野村第一尋常小学校と改称し、現在地に移転
- 1935年 - 校歌制定
- 1941年4月 - 国民学校令により、武蔵野第一国民学校へ改称
- 1947年4月 - 学制改革により、武蔵野町立武蔵野第一小学校へ改称
- 1947年11月 - 市制施行に伴い武蔵野市立武蔵野第一小学校へ改称
- 1955年 - 精神薄弱学級（むらさき学級）開設
- 1961年6月 - 武蔵野市立第一小学校へ改称
- 1969年 - 現校舎、体育館竣工
- 1972年 - 精神薄弱学級（むらさき学級）を武蔵野市立第四小学校へ移設
- 1974年 - 訪問学級開設
- 1985年3月 - 訪問学級閉鎖
- 2001年3月 - ISO14001の認証を取得
- 2004年 - ビオトープ完成
- 2007年 - 武蔵野市教育研究校として発表会開催、校庭一部芝生化
- 2009年 - 校舎棟耐震補強工事竣工

## 主な進学先
- 武蔵野市立第一中学校

## 主な卒業生
- 淡島千景（女優） ※池上尋常小学校から転入
- 児島美ゆき（女優、歌手）
- 小畠廣志（彫刻家）
- 森下洋子（バレリーナ） ※広島市立袋町小学校から転入

## 交通アクセス
- JR中央本線・京王井の頭線 吉祥寺駅下車